# Her Face Was Her Fortune (film 1913)
Her Face Was Her Fortune è un cortometraggio muto del 1913 diretto da C.J. Williams.

## Produzione
Il film fu prodotto dalla Edison Company.

## Distribuzione
Distribuito dalla General Film Company, il film - un cortometraggio in una bobina - uscì nelle sale cinematografiche statunitensi il 29 dicembre 1913.